# Lord Alfred Hayes
Alfred George James Hayes, noto come Lord Alfred Hayes (Londra, 8 agosto 1928 – Dallas, 21 luglio 2005), è stato un wrestler, manager di wrestling e commentatore televisivo britannico.
Principalmente noto per il periodo trascorso nella World Wrestling Federation tra il 1982 e il 1995, Hayes era contraddistinto dalla sua perfetta dizione e dall'impeccabile accento oxfordiano.

## Ritiro e morte
Hayes si ritirò dalla WWF nel 1995 a seguito di una politica di riduzione degli ingaggi. McMahon e il resto della dirigenza furono molto dispiaciuti dalla notizia dell'abbandono di Hayes. Circa in questo periodo restò coinvolto in un grave incidente d'auto. Come risultato dell'incidente una gamba gli andò in gangrena e dovette essere parzialmente amputata. Hayes passò il resto della sua vita su una sedia a rotelle, ritirandosi a vita privata in casa sua, uscendo solo sporadicamente per fare la spesa e partecipare a qualche convention di wrestling. In seguito ebbe una serie di infarti e morì il 21 luglio 2005 nella sua abitazione in Texas. Nel primo episodio di Monday Night RAW andato in onda dopo la sua morte, la WWE omaggiò Lord Alfred Hayes con dieci rintocchi di gong e un filmato in sua memoria.

## Personaggio
Mossa finale
- London Bridge (Bridging Indian deathlock)

Manager
- Bobby Heenan

Wrestler diretti
- Chris Markoff
- The Masked Superstar
- Billy Robinson
- Super Destroyer
- Super Destroyer Mark II
- Nikolai Volkoff
- King James Valiant

## Titoli e riconoscimenti
- Big Time Wrestling
  - NWA Texas Tag Team Championship (1) – con Big O[4][5]
- Central States Wrestling
  - NWA World Tag Team Championship (Central States version) (2) – con Bob Brown (1) e Roger Kirby (1)[6]
- Eastern Sports Association
  - ESA International Tag Team Championship (1) – con Mike Dubois[7]
- NWA Western States Sports
  - NWA Western States Heavyweight Championship (5)
  - NWA Western States Tag Team Championship (3) – con Ricky Romero (1), Ricki Starr (1) e Nick Kozak (1)
- Professional Wrestling Hall of Fame
  - Classe del 2014[8]
- Pro Wrestling Illustrated
  - Inspirational Wrestler of the Year (1972)[9]
- WWE
  - WWE Hall of Fame (Classe del 2018)[10]
- Altri titoli
  - Southern Area Heavyweight Championship (1)